# 이탈리아 (고대 로마)
이탈리아(라틴어·이탈리아어: Italia)는 고대 로마에서 이탈리아반도를 부르는 명칭이자 고전 고대 시기 로마 제국의 메트로폴이다. 로마 신화에 따르면, 이탈리아는 유피테르가 아이네이아스와 로마의 건국자들인 그의 후손들에게 약속한 선조들의 발상지라고 한다. 신화상의 설명 외에도, 로마는 왕정에서 공화정으로 정부 형태가 변모한 이탈리아족계 도시국가였고 그후 북쪽에서는 켈트족, 가운데에서는 에트루리아인과 움브리아인, 남쪽에서는 메사피아인(일리리아인들의 식민지)과 그리스인들의 식민지가 지배하던 이탈리아반도의 배경에서 성장하였다.
단일한 실체로서 이탈리아의 결합은 로마가 이탈리아의 거의 모든 부족들 및 도시들과 영속적인 유대를 형성한, 로마의 이탈리아반도 팽창 과정 중에 발생하였다. 이탈리아 동맹의 위력은 기원전 3세기와 2세기 기간 포에니 전쟁 및 마케도니아 전쟁을 시작으로, 로마의 성장에 핵심적인 요소였다. 속주들이 지중해 곳곳에 설치되면서, 이탈리아는 '속주가 아닌, 속주들의 도미나(지배자)'라는 특별한 지위를 유지하였다. 이 지위는 로마 행정관들이 본토 밖에서 사용된 군사력(Imperium militiae)보다는 이탈리아 내에선 경찰력(Imperium domi)을 행사한다는 것을 뜻했다. 이탈리아의 거주민들은 라틴인의 권리와 더불어 종교 및 재정적 특권을 가졌다.
기원전 2세기 말과 기원전 1세기 사이 기간은 노예전쟁이 시작되고, 민중파 개혁자들에 대한 귀족 엘리트들의 반대가 계속되어 이탈리아 한가운데에서 동맹시 전쟁으로 이어지는 등 격동의 시기였다. 그렇지만 이 분쟁이 종료된 무렵에 나머지 이탈리아족들에게 로마 시민권이 인정되었고 이후 카이사르가 독재관이 되었을 때 갈리아 키살피나에도 로마 시민권이 확대되었다. 공화정에서 원수정으로 전환되던 상황에서, 이탈리아는 옥타비아누스 아우구스투스에게 충성을 맹세했고 이후 알프스산맥에서 이오니아해까지 이르는 11개 지역으로 편성되었다.
두 세기 이상의 안정이 이어졌고, 이 기간에 이탈리아는 rectrix mundi (세계의 여왕), omnium terrarum parens (모든 곳의 어머니땅)이라 일컬어졌다. 클라우디우스가 브리타니아를 로마 제국으로 합병하고, 베스파시아누스는 유대 대반란을 진압해내고 제정 체계를 개혁해냈으며, 트라야누스는 다키아를 정복하고 파르티아에 승리를 거두었고, 마르쿠스 아우렐리우스는 이상적인 철인 군주의 전형이 되는 등, 몇몇 황제들은 이 시기에 대단한 업적을 이뤄냈다.
3세기의 위기가 이탈리아를 특히나 심하게 강타했고 제국의 반쪽인 동방을 더욱 부유케 하였다. 서기 286년에 로마 황제 디오클레티아누스는 서로마 제국의 수도를 로마에서 메디올라눔으로 천도하였다. 그럼에도 코르시카, 사르데냐, 시칠리아, 몰타 등의 섬들이 서기 292년에 디오클레티아누스의 명으로 이탈리아에 더해졌고, 메디올라눔과 라벤나 등의 이탈리아 도시들은 서방의 수도로서 역할을 계속했다.
로마 주교는 콘스탄티누스 집권기 때 중요성을 얻었고 테오도시우스 1세 시기의 테살로니카 칙령으로 종교적 우위도 부여받았다. 이탈리아는 야만인들의 침입을 몇 차례 받았고 서기 476년에 로물루스 아우구스투스가 폐위당하던 때 오도아케르의 지배하에 놓이게 되었다. 6세기엔, 550년대중엽의 고트 전쟁 종전과 568년에 랑고바르드족의 이탈리아 침입 사이의 10년이 조금 넘는 기간인 동로마가 이탈리아를 재통일하던 때를 제외하고는, 이탈리아 지역은 동로마 제국과 게르만족 간의 세력으로 나뉘어 있었다. 그 이후로, 이탈리아는 1945년에 현재의 이탈리아 공화국이 된 이탈리아 왕국의, 사보이아 가문이 주도한 이탈리아 통일이 이뤄진 1866년 때까지 분열된 상태로 있었다.

## 특징
기원전 88년에 동맹시 전쟁이 끝난 후, 로마는 이탈리아족 동맹들에게 로마 사회의 모든 권리들을 허용했고 모든 이탈리아족들에게 로마 시민권을 부여하였다.
로마 제국의 심장부로 수세기간을 있은 후, 3세기부터 로마의 정치 및 문화적 중심지는 동쪽으로 이동하기 시작했는데, 그 첫 번째로 서기 212년의 카라칼라의 칙령은 로마 시민권을 제국 국경 내에 모든 자유민들에게로 확장시켰다. 그러고 나서 기독교가 콘스탄티누스 재위기 (306–337년)에 우세 종교가 되었으며, 동방의 정치적 중심지들의 힘을 키워주었다. 330년에 수도 도시로서 설립되지는 않았으나, 콘스탄티노폴리스는 중요성이 커졌고, 마침내는 359년에 프라이펙투스 우르비가 설치되면 동방의 수도 지위를 얻었으며 '클라리'(clari)였던 원로원 의원들은 '클라리시무스'의 취하위 계급이 되었다.
이에 따른 결과로, 이탈리아는 속주들에 대한 이점을 상실하기 시작했고, 이는 수도 메디올라눔(현 밀라노)을 수도로 하는 서로마 제국과 콘스탄티노폴리스(현 이스탄불)를 수도로 하는 동로마 제국 등 395년에 두 개의 행정 조직으로 제국의 분할로 이어진다. 402년에 서로마의 수도가 밀라노에서 라벤나로 천도되며, 도시 로마의 쇠퇴를 확정지었다(410년에 7세기 만에 처음으로 로마는 약탈됨).

## 역사
'이탈리아'라는 지명은 시간이 흐름에 따라 발전해가는 경계의 지역을 가리켰다. 스트라본의 '지리학'에 따르면, 로마 공화정의 팽창 이전의 이탈리아라는 지명은 그리스인들이 살레르노만과 타란토만을 잇는 경계와 메시나 해협 사이의 지역(대략 현재의 칼라브리아와 일치)을 가리키는 데 사용했으며, 이후에 로마인들이 북부 이탈리아와 남부 이탈리아 사이에 있는 루비콘강까지의 이탈리아반도를 용어에 포함하면서 그 범위가 넓어졌다.
기원전 49년에, 율리우스 카이사르는 ‘로스키아 법'을 통해 갈리아 키살피나의 사람들에게 로마 시민권을 부여하였으며 한편 기원전 42년에는 지금까지 존재했던 갈리아 키살피나를 폐지하고, 알프스산맥의 남쪽 기슭까지 이탈리아를 북쪽으로 확장하였다.
아우구스투스 때, 현재의 발레다오스타와 알프스 북쪽과 서쪽 지역의 사람들이 복속되었고 (따라서 로마 시대의 이탈리아의 서쪽 경계는 바루스강으로 이동), 이탈리아의 동쪽 경계는 이스트리아의 아르시아강까지 당겨졌다. 마지막으로, 3세기 말에, 이탈리아는 시칠리아, 사르디니아와 코르시카 등의 섬 지역들과 더불어 라이티아와 판노니아의 일부도 포함되었다. 에모나 (오늘날 슬로베니아의 류블랴나)라는 도시가 가장 동쪽에 위치한 이탈리아의 도시였다.

### 아우구스투스의 행정 편성
로마의 제정 시대가 시작될 무렵에, 이탈리아는 서로 다른 정치적 지위들을 띤 지역들의 총합체였다. 무니키피아라 불린 일부 도시들은 로마에서 일부 자유로웠고 반면에 콜로니아 같은 다른 곳들은 로마인들이 세운 곳이었다. 기원전 7년 쯤에 아우구스투스는 대플리니우스가 자신의 저서 《박물지》에 기록한 거에 의하면 이탈리아를 11개 지역들로 나누었다:
- Regio I '라티움과 캄파니아'
- Regio II '아풀리아와 칼라브리아'
- Regio III '루카니아와 브루티움'
- Regio IV '삼니움'
- Regio V '피케눔'

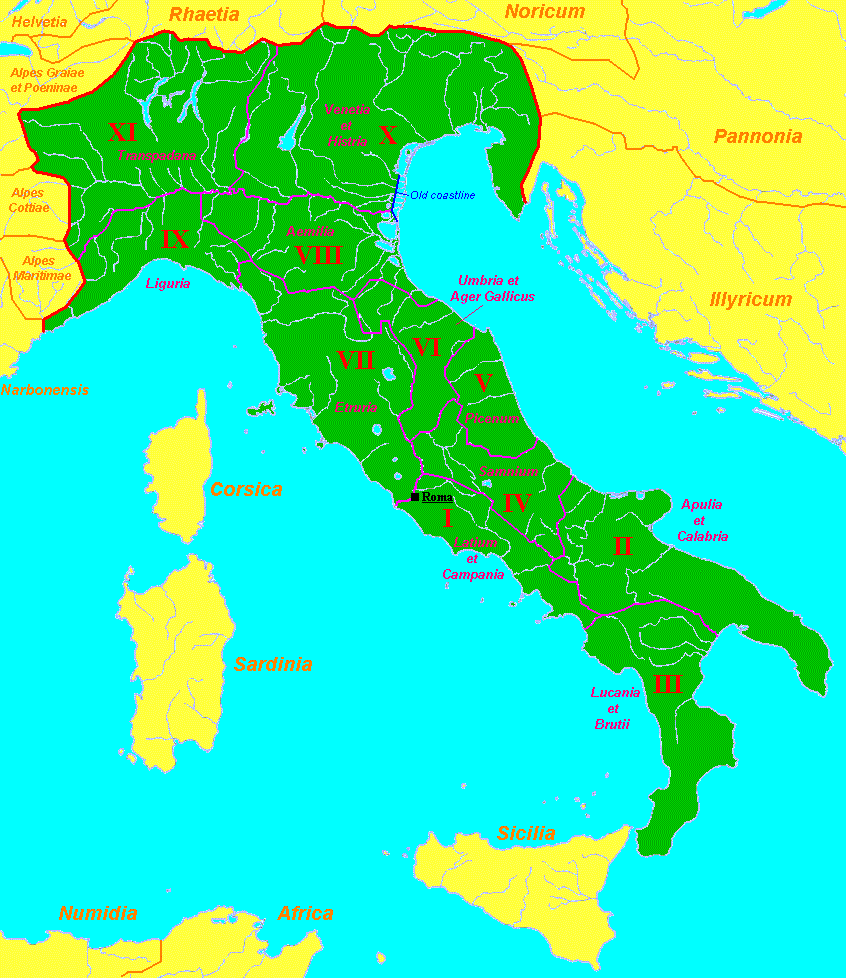
아우구스투스가 편성한 로마 시대의 이탈리아 (녹색).

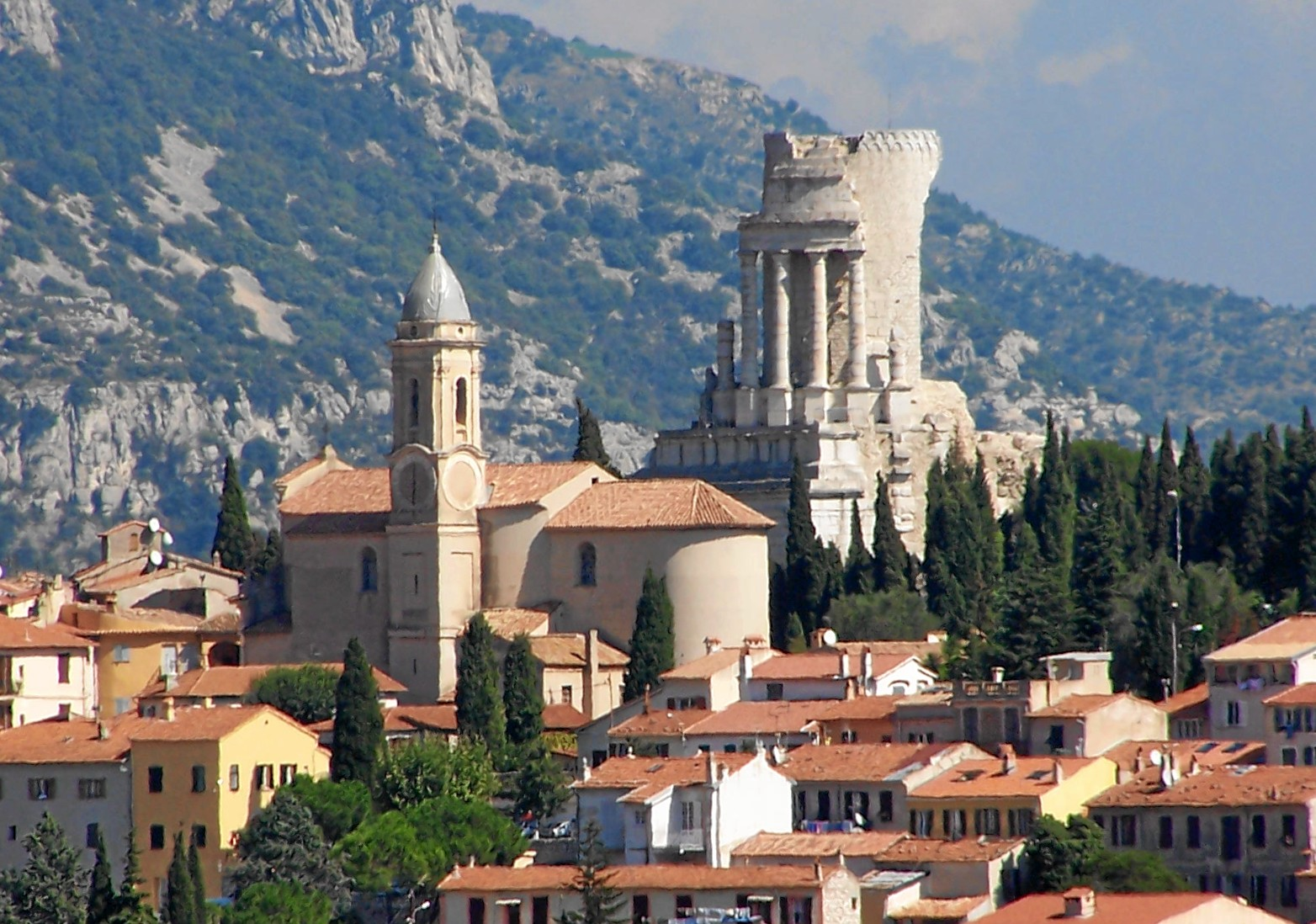
프랑스 라튀르비에 있는 승전비인 트로파이움 알피움은 이탈리아와 갈리아 간 아우구스투스 시대의 경계를 표시했다.

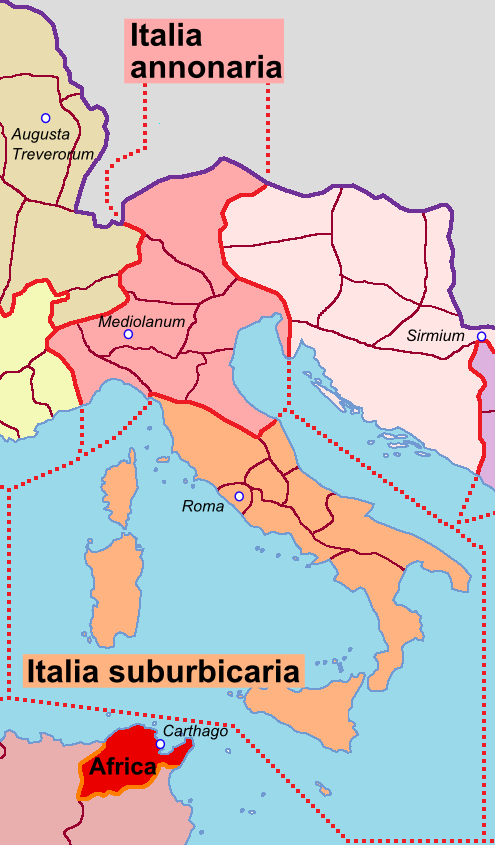
'이탈리아 안노나리아'와 '이탈리아 수부리카리아' 관구.

- Regio VI '움브리아와 아게르 갈리쿠스'
- Regio VII '에트루리아'
- Regio VIII '아이밀리아'
- Regio IX '리구리아'
- Regio X '베네티아와 히스트리아'
- Regio XI '트란스파다나'

이탈리아는 아우구스투스와 그의 후임자들을 통해서 다른 공공 건축물 중에서도 로마 도로의 빽빽한 교통 체계의 건설이라는 특권을 누렸다. 농업, 수공업, 산업이 상당한 발전을 이루고, 다른 지역들로 상품들을 수출하는 등 이탈리아의 경제는 번영하였다. 이탈리아의 인구도 마찬가지로 늘어났을 것이며, 아우구스투스 때 제국의 모든 곳에 있는 로마 시민권자들의 수를 기록하기 위한 세 차례의 인구 조사가 이뤄졌다. 남아있는 기록상을 종합하면 기원전 28년 때  4,063,000명이었고, 기원전 8년에는 4,233,000명, 서기 14년에는 4,937,000명이었는데, 이 수치는 성인 남성 시민자만이나, 'sui iuris'(자기 권한을 지닌 자) 시민권자만을 센 것이기에 논란이 있다. 서기 1세기 시작 당시에 갈리아 키살피나를 포함한 이탈리아 본토의 인구 추정치는 1886년의 카를 율리우스 벨로흐의 6,000,000명부터, 2009년의 엘리오 로 카시오의 14,000,000명까지 해당한다.

### 디오클레티아누스와 콘스탄티누스의 재편성
3세기의 위기 기간 로마 제국은 이민족들의 침입, 군사령관들의 무정부 상태와 내전, 초인플레이션이라는 종합적인 압박으로 인하여 거의 붕괴 상태에 놓였다. 284년에, 디오클레티아누스가 정치적 혼란 상태를 회복하고 안정을 가져왔다. 그는 이 안정 상태를 유지하기 위한 행정 개혁에 착수했다. 그는 이른바 테트라키라는 것을 만들어내었고, 이때부터 제국은 아우구스투스(정제)라는 선임 황제와 카이사르(부제)라고 하는 후임 황제가 다스렸다. 그는 속주 총독들의 힘을 약화시키기 위하여 속주들의 수를 늘림으로써 속주들의 규모를 줄였다. 그는 속주들을 묶어 몇 개의 관구 (라틴어: diocesis)들로 편성했으며, 관구를 담당하는 비카리우스의 감시하에 두었다. 3세기의 위기 동안에 도시 로마의 중요도는 쇠퇴했는데, 도시가 문제가 되던 국경에서 멀었기 때문이었다. 디오클레티아누스와 그의 조력자들은 항상 네 곳의 황제 거처에 머물렀다. 각각 제국의 동방과 서방을 책임지던 정제들인 디오클레티아누스와 막시미아누스는 각각 아나톨리아 북서쪽의 니코메디아 (동쪽의 페르시아 국경 지역과 인접)에, 북부 이탈리아의 밀라노 (유럽의 국경과 인접)에 거처를 두었다. 부제들의 거처는 콘스탄티우스 클로루스의 경우에는 아우구스타 트레베로룸 (라인강 국경 지대)에, 테살로니키에서도 있었던 갈레리우스는 시르미움 (다뉴브강 국경 지대)에 있었다.
디오클레티아누스 시기에 이탈리아는 이탈리아 관구(Dioecesis Italiciana)가 되었으며, 라이티아를 포함하였고 다음 속주들로 세분화되었다:
- - '리구리아' (오늘날의 리구리아와 서부 피에몬테)
  - '트란스파다나' (동부 피에몬테와 롬바르디아)
  - '라이티아' (동부 스위스, 서부 및 중부 오스트리아, 남부 독일 일부, 북동부 이탈리아 일부)
  - '베네티아와 히스트리아' (오늘날의 베네토, 프리울리베네치아줄리아, 트렌티노알토아디제, 이스트라)
  - '아이밀리아' (에밀리아로마냐)
  - '투스키아' (에트루리아)와 '움브리아' (토스카나, 움브리아)
  - '플라미니아' (피케눔, 오늘날의 마르케의 상 아게르 갈리쿠스)
  - '라티움과 캄파니아' (라치오의 해안가 일부와 캄파니아)
  - '삼니움' (아브루초, 몰리세, 이르피니아)
  - '아풀리아와 칼라브리아' (오늘날의 풀리아)
  - '루카니아와 브루티움' (바실리카타, 칼라브리아)
  - '시칠리아' (시칠리아, 몰타)
  - '사르디니아와 코르시카'

콘스탄티누스는 제국을 네 개의 대관구로 세분화하였다. 이탈리아 관구는 이탈리아 대관구 ('praefectura praetoria Italiae')가 되었고, 관구 두 개로 세분화되었으며 이때도 라이티아가 포함되었다. 두 관구와 소속된 그 속주는 다음과 같다:
이탈리아 안노나리아 관구 (안노나의 이탈리아: 이곳의 거주민들은 밀라노의 행정부와 그곳에 주둔한 병력들에게 안노나 (식량, 포도주, 장작)를 제공해야 했다).
- - '알페스 코티아이' (오늘날 리구리아와 서부 피에몬테)
  - '리구리아' (서부 롬바르디아, 동부 피에몬테)
  - '베네티아와 히스트리아' [ 이스트리아(현재 크로아티아, 슬로베니아, 이탈리아 등의 일부), 프리울리베네치아줄리아, 트렌티노알토아디제, 베네토, 동부 및 중부 롬바르디아)
  - '라이티아 I' (동부 스위스와 서부 오스트리아)
  - '라이티아 II' (중부 오스트리아, 남부 독일의 일부, 북동부 이탈리아의 일부)
  - '아이밀리아' (에밀리아로마냐에서 에밀리아)
  - '플라미니아와 피케눔 안노나리움' (로마냐와 북부 마르케)

이탈리아 수부르비카리아 관구 ("urbs", 즉 로마 정부 아래의 이탈리아)
- - '투스키아 (에트루리아)와 움브리아' (토스카나, 움브리아, 라치오의 북부 해안가 일부)
  - '피케눔 수부르비카리움' (남부 마르케의 피체노)
  - '발레리아' 사비나 (오늘날 리에티현, 라치오의 일부 지역과 움브리아의 일부와 아브루초)
  - '캄파니아' (라치오의 중부 남부 해안, 오늘날 살레르노현을 제외한 캄파니아의 해안 전체)
  - '삼니움' (아브루초, 몰리세, 현재 캄파니아의 산악 지대인 베네벤토와 아벨리노, 카세르타현의 일부)
  - '아풀리아와 칼라브리아' (오늘날 풀리아)
  - '루카니아와 브루티움 ('오늘날 칼라브리아, 바실리카타, 오늘날 캄파니아의 살레르노현
  - '시칠리아' (시칠리아와 몰타)
  - '사르디니아'
  - '코르시카'

### 서로마 제국
330년에, 콘스탄티누스는 콘스탄티노폴리스를 건설하였다. 그는 콘스탄티노폴리스에 왕궁, 원로원, 재무 및 사법 행정 조직과 더불어 군사 조직 들을 설치하였다. 그렇지만 이 신도시는 동방의 수도 지위로 승격하고 나서야 359년에 우르바누스 프라이펙투스가 설치되었다. 395년에 테오도시우스가 사망과 그 뒤에 제국의 분열 이후로, 이탈리아는 서로마 제국의 일부였다. 402년에 알라리크의 침입에 대한 결과로, 서방의 수도는 메디올라눔에서 라벤나로 옮겨졌다. 서고트족의 왕인 알라리크는 410년에 로마 그 자체를 약탈하였는데, 이는 지난 여덟 세기가 지날 때까지 일어난 적이 없었다. 북부 이탈리아는 452년에 아틸라의 훈족들의 침입을 받았다. 로마는 455년에 겐세리크 지휘하의 반달족들에게 다시 한번 약탈당하였다. 

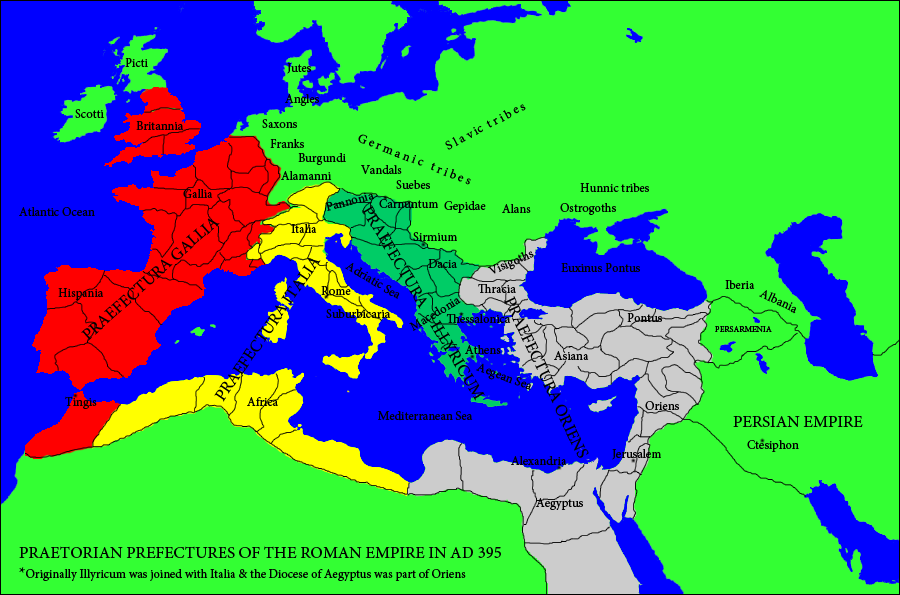
다뉴브강에서 북아프리카까지 뻗어 있던 이탈리아 대관구 (노랑)

420년대까지 기록들이 덧붙여진, 얼마 안 남아있는 로마 정부의 기록물인 노티티아 디그니타툼에 따르면 이탈리아는 이탈리아 대관구의 대관구장(아프리카 관구와 판노니아 관구도 관리), 비카리우스, 야전군 사령관의 지휘하에 있었다. 이탈리아의 지역들은 4세기 말에 '콘술라리스' 8명 ('Venetiae et Histriae', 'Aemiliae', 'Liguriae', 'Flaminiae et Piceni annonarii', 'Tusciae et Umbriae', 'Piceni suburbicarii', 'Campaniae', 'Siciliae'), '코렉토르' 두 명 ('Apuliae et Calabriae', 'Lucaniae et Bruttiorum'), '프라이세스' 7명 ('Alpium Cottiarum', 'Rhaetia Prima'와  'Secunda', 'Samnii', 'Valeriae', 'Sardiniae', 'Corsicae')의 관리하에 있었다. 5세기엔, 황제들이 야만인 출신 지휘관들의 통제에 놓이면서, 서로마 제국 정부는 해안가가 지속적인 침입을 받던 이탈리아에 대해서 미약한 통제력만을 유지했다. 476년에, 로물루스 아우구스툴루스의 퇴위로, 콘스탄티노폴에서 적법한 황제로 인정받은 율리우스 네포스를 마지막 황제로 여기지 않는다면 서로마 제국은 공식적으로 멸망하였다. 율리우스 네포스는 480년에 암살을 당했는데, 오도아케르가 벌인 것으로 여겨진다. 이탈리아는 오도아케르와 그의 이탈리아 왕국하에 놓였고, 그 뒤에는 동고트 왕국 휘하에 있었다. 오도아케르와 테오도리쿠스 대왕 휘하의 게르만계 후신 국가들은 로마의 행정 제도 사용을 계속했고, 뿐만 아니라 콘스탄티노폴리스에 있는 동로마 황제들의 명목상 가신이었다. 535년에 비잔티움 황제 유스티니아누스는 이탈리아를 공격했고 이탈리아는 20년간의 전쟁 상태에 빠진다. 554년 8월, 유스티니아누스는 디오클레티아누스 때의 행정 조직의 대부분을 유지한다는 국사조칙을 반포했다. 이에 따라 이탈리아 대관구는 남게 되었고, 유스티니아누스의 고트 전쟁 기간에 로마의 세력권 안에 들게 되었다.
568년에 랑고바르드족의 침입으로, 비잔티움 제국은 베네치아에서 라치오로 이어지는 회랑지대인 라벤나 총독부의 영토와 나폴리 남부에 발판 지역, 이탈리아반도의 끝자락 지역들을 제외한 모든 이탈리아 영토를 상실하였다.

## 참고 문헌
- Potter, Timothy W. (1990). 《Roman Italy》. Berkeley: University of California Press. ISBN 0-520-06975-7.
- Salmon, Edward T. (1982). 《The Making of Roman Italy》. Ithaca: Cornell University Press. ISBN 978-0801414381.
- Whatmough, Joshua (1937). 《The Foundations of Roman Italy》. London: Methuen & Company.
- Lomas, Kathryn (1996). 《Roman Italy, 338 BC-AD 200》. New York: St. Martin's Press. ISBN 978-0-312-16072-2.
- Launaro, Alessandro (2011). 《Peasants and Slaves: The Rural Population of Roman Italy》. Cambridge University Press. ISBN 978-1107004795.
- Hin, Saskia (2013). 《The Demography of Roman Italy》. Cambridge University Press. ISBN 978-1-107-00393-4.
- Clarke, John R. (1991). 《The Houses of Roman Italy, 100 BC-AD 250》. Berkeley: University of California Press. ISBN 0-520-07267-7.
- Laurence, Ray (2002). 《The Roads of Roman Italy: Mobility and Cultural Change》. London: Routledge. ISBN 0-415-16616-0.